# Joan Maria Thomàs i Sabater
|  | «Joan Maria Thomàs» redirigeix aquí. Vegeu-ne altres significats a «Joan Maria Thomàs Andreu». |

Joan Maria Thomàs i Sabater (Palma, 7 de desembre de 1896 - 4 de maig de 1966) va ser compositor i organista mallorquí. Va estudiar a Barcelona amb Domènec Mas i Serracant i Eusebi Daniel, a París amb Jean Huré, el gran musicògraf i organista de Sant Agustí de la capital francesa. El 1914, als dinou anys, fou nomenat organista suplent de la catedral de Palma. Acabats els estudis musicals, que simultaniejà amb els de la carrera eclesiàstica, començà la publicació d'obres per a orgue a Música Sacro-Hispana, essent presentat amb tons elogiosos pel mestre Eduard Torres. Després es dedicà a treballs de crítica i musicologia, col·laborant en diverses revistes d'Anglaterra, Alemanya, França i els Estats Units.
El 1926 fou nomenat representant del Musical Digest. El mateix any va crear l'Associació Bach per la música antiga i contemporània, amb la finalitat de divulgar tota mena de música, especialment la contemporània. També va ser l'impulsor d'uns festivals dedicats a Chopin que, entre el 1930 i el 1936, van portar a Mallorca algunes de les personalitats musicals més rellevants del moment. L'any 1931 va fundar la Capella Clàssica, amb què va donar concerts per tota la península Ibèrica i per a la qual Falla, amic seu, va escriure la Balada de Mallorca.
Com a organista, Joan Maria Thomàs donà nombrosos concerts a partir del 1926, en què inaugurà el gran orgue reformat de la catedral de Ciutat de Palma, donant de bon principi concerts en l'illa de les grans obres orgàniques de Johann Sebastian Bach, César Franck, Mendelssohn, etc. També va actuar a Barcelona, París, Donòstia i València. Com a musicògraf i conferenciant es donà a conèixer a Barcelona, on el 1929 prengué part, en unió de la pianista Blanca Selva, en el memorable cicle commemoratiu del centenari del Romanticisme.
Posteriorment presentà al Congrés Internacional de Musicologia, celebrat el 1936 a Barcelona, una comunicació amb aportacions inèdites a la història de l'organologia espanyola en el segle xviii. El 1934 fou nomenat professor d'estètica i història de la música del Conservatori i membre de l'Acadèmia provincial de Belles Arts de Ciutat de Palma. Tres anys abans Joan Maria Thomàs havia fundat l'obra a la qual va dedicar la major part de les seves múltiples activitats: la Capella Clàssica de Mallorca, entitat coral que, sota la seva direcció, assolí un gran prestigi artístic des del seu primer concert celebrat en el segon Festival Internacional de Valldemossa alternant amb el pianista Arthur Rubinstein. Més tard, i en un altre festival fou acompanyada la Capella per un altre gran pianista, Alfred Cortot.
Entre els mestres que accidentalment varen anar alternant amb Joan Maria Thomàs en la direcció del seu cor figuren Enrique Fernández Arbós i Manuel de Falla, qui, després d'haver dirigit la Capella en una magnífica versió seva de l'Ave Maria de Victoria, acceptà el títol de director honorari d'aquesta formació, a la qual dedicà la seva Balada de Mallorca, versió coral inèdita d'un fragment de Chopin elaborat pel compositor espanyol.
De manera intersticial en la seva dedicació a tasques de director, professor i musicògraf, va exercir la composició. La seva producció comprèn més d'un centenar d'obres, la majoria obres corals, però també obres per a piano, orgue, guitarra i per a cant i piano.